# 若草の四姉妹
『若草の四姉妹』（わかくさのよんしまい）は、ルイーザ・メイ・オルコットの『若草物語』を原作として、1981年4月7日から同年9月29日まで、東京12チャンネル（現テレビ東京）にて放送されたテレビアニメ。全26話。
『若草物語』というタイトルが使えなかったのは、1980年5月3日に東映動画制作のアニメスペシャルが、原題通りの『若草物語』というタイトルで放送されたからである。
四姉妹の末っ子は、小説や他の作品における一般的な日本語表記では「エイミー」だが、この作品では「エミー」表記となっている。

## キャスト
- ジョー

声 - 小山茉美
- メグ

声 - 高木ゆう子
- ベス

声 - 潘恵子
- エミー

声 - 川島千代子
- 父

声 - 田中崇
- 母

声 - 坪井章子
- ハンナ

声 - 山口奈々
- ローレンス

声 - 北川米彦
- ローリー

声 - 塩屋翼
- ナレーター

声 - 中西妙子

## スタッフ
- 原作：ルイーザ・メイ・オルコット（『若草物語』より）
- 企画・製作：壺田重三
- 脚本：今戸栄一
- 演出チーフ：宮崎一哉
- キャラクター・デザイン：菊池城二
- 美術設定：下川忠海
- 撮影スタッフ：福田岳志、津川伸介
- 音楽：渡辺岳夫
- 音響ディレクター：本田保則
- キャスティング協力：青二プロダクション
- アニメーション制作：東映動画（ノンクレジット）
- 制作：国際映画社
- 配給：エノキフイルム

### 各話スタッフ
- 演出：宮崎一哉、高垣幸蔵、小鹿英吉、松浦錠平、明石正二、福島和美、康村正一、永樹凡人、小沢範久
- 作画監督：菊池城二、飯野皓、坂本進 ほか

## 主題歌
オープニングテーマ - 『しあわせさがして』
作詞 - 滝田順 / 作曲 - 渡邊岳夫 / 編曲 - 松山祐士 / 歌 - 近藤美津江
エンディングテーマ - 『ジョーの夢』
作詞 - 壺田重三、滝田順 / 作曲 - 渡邊岳夫 / 編曲 - 松山祐士 / 歌 - 近藤美津江
上記2曲を収録したEPレコードは、キングレコードより発売された。テレビ放送で使われた短縮版のみ、後にCDとして復刻されている。

## 各話リスト
1. クリスマス・イブ
2. 長靴をはいた天使たち
3. ジョーのボーイフレンド
4. ベスの変身
5. 気取り屋エミーの退学
6. 対立！ジョーVSエミー
7. ローレンス家の舞踏会
8. 罠にはまったメグ
9. 屋根裏の編集会議
10. ジョーの料理当番
11. ピクニック
12. ローリーの悩み
13. 難民の群れ
14. ベスとカナリヤ
15. ジョーの秘密
16. おとなになったメグ
17. マーチ伯母さんの養女選び
18. 町にできた野戦病院
19. ローレンスさんの昔ばなし
20. ジョーのファンタジー
21. ジョーのファンタジーPartⅡ
22. 不吉な電報
23. ベス死なないで
24. 天使の子守唄
25. エミーの遺言状
26. コンコードの春

## その他
- このアニメが放送された6年後の1987年には、日本アニメーションにより、『若草の四姉妹』と同一の原作を持つ『ハウス食品 世界名作劇場・愛の若草物語』が企画・制作された（フジテレビ系列にて放送）。
- ジョー役の小山茉美は、東映動画版ではエイミー（エミー）を演じた。ベス役の潘恵子は、日本アニメーション版ではメグを演じる。
- ハンナ役の山口奈々とローリー役の塩屋翼は、東映動画版でもそれぞれ同じ役を演じた。
- ナレーターの中西妙子は、東映動画版ではマーチ伯母を演じ、日本アニメーション版では四姉妹の母（設定名「メアリー」）を演じた。
- 1984年頃に東芝映像ソフト株式会社から、第1話と第18話を収録したVHSとベータのビデオソフトが発売されていた[1]。ビデオはその後一切再発売されておらず、2015年現在に至るまで国内でのBD・DVD化も行われていない。台湾では全話を収録したDVD-BOXが発売されている。
- ネガフィルムが行方不明になっており、現在のCS放送などではヴァージョン違いのオープニング映像や次回予告などを視聴することができない。

## 放送局
- 東京12チャンネル（キー局）：火曜 18:00 - 18:30
- 福島中央テレビ（1984年に放送）：月曜 - 金曜 6:15 - 6:45[2]
- テレビ静岡：日曜 6:15 - 6:45